# Новоманерная казацкая лодка
Новоманерная казацкая лодка — небольшое, беспалубное парусно-гребное судно в составе Днепровской флотилии периода русско-турецкой войны 1735—1739 годов.
Лодка имела поперечные скамьи, 6 пар вёсел, мачту с парусом, кормовой руль, вмещала до 60 человек личного состава. Вооружение — 4 пушки (фальконеты весом около 100 кг). Лодка была построена по чертежам казацких чаек.

## История создания
Накануне войны в 1735 году в России Армейский флот не имел достаточного количества судов на Днепре, именно поэтому было принято решение обязать А. Алатченинова в строительстве военных кораблей. По чертежам казацких чаек на нескольких верфях (Тавровской, Икорской, Брянской) были построены несколько сотен «новоманерных казацких лодок». В отличие от чаек, они имели несколько иное строение. Лодки были массивнее и имели низкую осадку. Именно по этой причине при попытке пройти днепровские пороги, практически вся флотилия потерпела крушение. Я. С. Барш, в сентябре 1738 года, доносил, что «новоманерные казацкие лодки весьма негодны, узки и шатки и на гребле тяжелы и строены более для разъезду запорожцам, и они их не употребляют».. Через некоторое время около 400 единиц уже новой флотилии было построено на острове Малая Хортица (Байда). Чайки хорошо проявили себя в боевых действиях против турецких кораблей. Также их использовали для высадки десанта на берег. В 1739 году Российская империя подписала достаточно невыгодный для себя мир с Османами, и вся флотилия оказалась вновь на острове Малая Хортица (Байда) в так называемом географическом тупике, поскольку не имела возможности ходить выше порогов, а путь в Чёрное море был закрыт. В этом же году на острове началась сильнейшая эпидемия чумы, и за кораблями не присматривали. В результате, очень большое количество было разобрано на доски, некоторые с течением времени затонули неподалёку от самого острова Малая Хортица (Байда).

## Конструкция
Длина судна около 17,5 метра, высота — 3,5 метра. Набор корпуса сделан в основном из сосны. Только килевая конструкция и некоторые детали были изготовлены из дуба.
Лодка имела 10-метровую мачту и 6 пар вёсел. Все паруса были складные, и это позволяло лодкам незаметно подкрадываться к противнику. Экипаж около 60 человек, из них 24 человека — гребцы.
Казацкая лодка была вооружена 4 небольшими пушками — фальконетами.
Судно можно разделить на пять зон:
1 — Носовая часть. Имела две пушки, которые крепились на массивные деревянные тумбы.
2 — Носовой отсек для гребцов. Имел три скамьи (лавы). С каждым веслом справлялось по два человека. Соответственно здесь работало двенадцать человек. Под гребцами размещался большой рундук для хранения вещей экипажа.
3 — Центральный грузовой отсек.
Центральная часть корабля имела усиленную обшивку, высота борта была увеличена на один пояс. Эта часть служила для крепления рангоута (предметы парусного снаряжения) и перевозки грузов. Мачта была вертикальная около 10 метров в высоту из сосны либо ели, поддерживалась массивной дугообразной балкой — мидель-бимсом. Возле мачты находилась деревянная помпа, которой откачивали воду.
4 — Кормовой отсек для гребцов.
Отсек для гребцов с тремя скамьями. Здесь также находилось 12 гребцов и рундук.
5 — Кормовая часть и артиллерийская палуба.
Возле бортов на корме были установлены две пушечные опоры, изготовленные из цельных стволов деревьев (обычно дуб) с сохранённой корневой частью. Они были врезаны во внутреннюю обшивку и скреплены со шпангоутами. Сзади крепилось перо руля.
Киль (основа судна) состоял из двух балок — передней и задней, которые были соединены посередине и зафиксированы металлическими скобами.
Форштевень (большой деревянный брус в носовой части корабля) скруглённый, с наклоном вперёд, что свойственно скоростным кораблям.
Ахтерштевень (деталь судна, похожа на форштевень, но уже на корме) использовался для нанесения отметок, обозначавших осадку корабля.
Набор судна насчитывал 30 шпангоутов (рёбра корабля). Они в основном состояли из двух частей — нижней (дубовой) и верхней (из хвойных пород деревьев). Расстояние между шпангоутами составляло около 45 см.
Обшивка корабля была двойная и плотно прилегала. Ширина и длина досок здесь разная. Вся внешняя обшивка тщательно конопатилась и пропитывалась смолой.

## Находка 1998 года
В мае 1998 года вблизи острова Хортица (г. Запорожье) на дне Днепра запорожскими археологами была обнаружена затонувшая лодка. Осенью 1999 года, после длительных исследований, она была поднята на поверхность с 10-метровой глубины. При этом сохранилось чуть менее половины. В течение 8 лет лодка находилась в процессе консервации и реставрации. Практически полностью была восстановлена носовая часть. Правый борт решили не восстанавливать, чтобы максимально сохранить первоначальный вид лодки.
Анализ источников, в том числе чертежей казацких лодок, сделанных в разное время галерными мастерами А. Алатчениным и Г. Харламовым, позволил исследователю Дмитрию Кобалия классифицировать судно как «новоманерную казацкую лодку» периода русско-турецкой войны 1736—1739 годов.
Лодка сочетает традиции европейского галерного судостроительства с особенностями казацких лодок. Она рассчитана на то, чтобы проходить днепровские пороги с минимальной осадкой и в то же время перевозить груз, команду, боевой состав армии.
На данный момент лодка находится в г. Запорожье в реставрационном павильоне в южной части острова Хортица.
Интересные факты
- Часть инструментов, связанных с постройкой судна, была найдена в опилках между внешней и внутренней обшивкой лодки[4]